# فرودگاه داگوسا
فرودگاه داگوسا (به انگلیسی: Daguessa Airport) یک فرودگاه همگانی است که یک باند فرود سنگفرش دارد و طول باند آن ۱۲۱۹ متر است. این فرودگاه در کشور چاد قرار دارد و در ارتفاع ۵۵۵ متری از سطح دریا واقع شده‌است.